# Pilica (flod)
Pilica (tysk: Pilitza) er en biflod til floden Wisła, beliggende i det centrale Polen. Floden udspringer en kilometer sydvest for byen Pilica og gennemstrømmer på 319 km en række byer:

## Byer ved Pilica
Byer, der gennemstrømmes af floden:
- Pilica
- Szczekociny
- Koniecpol
- Przedbórz
- Sulejów
- Tomaszów Mazowiecki
- Nowe Miasto nad Pilicą
- Wyśmierzyce
- Białobrzegi
- Warka

### Kajak-vejen
- Kajak-vejen på floden Pilica – 228 km: Zarzecze ved Szczekociny – Przedbórz – Faliszew – Skotniki (Aleksandrów Kommune) – Sulejów – Tomaszów Mazowiecki – Spała – Inowłódz – Żądłowice – Grotowice – Domaniewice – Nowe Miasto nad Pilicą – Białobrzegi – Warka – Pilicas mundingen til floden Wisła

### Landsbyer ved Pilica
- Skotniki
- Spała
- Inowłódz